# ZZ Ceti
ZZ Ceti, eller Ross 548, är en pulserande vit dvärg av ZZ Ceti-typ (ZZA) i stjärnbilden Valfisken. Den är prototypstjärna för en grupp av variabler bland vita dvärgar som pulserar med samma mekanism som cepheiderna och har egna instabilitetsområden i HR-diagrammet. ZZ Ceti-variablerna bildar en undergrupp med spektraltypen DA och absorptionslinjer enbart av väte.
ZZ Ceti har visuell magnitud +14,13 och varierar i amplitud med 0,03 magnituder och en period av 0,0024664 dygn eller 3,5516 minuter.